# Richard Farnsworth
Richard Farnsworth (Los Angeles, 1 september 1920 - Lincoln, 6 oktober 2000) was een Amerikaanse acteur. Al op 17-jarige begon hij zijn filmcarrière als stuntman. Hij verzorgde stunts op paarden in meerdere films, waaronder in A Day at the Races en Gunga Din. Hij werd voor het eerst bekend door zijn rol in de film Texas Across the River in 1966.
Farnsworth speelde voornamelijk in westernfilms, maar hij had ook een rol in de miniserie Roots. In 1960 speelde hij een rolletje in Spartacus, een film van Stanley Kubrick. In 1985 speelde hij in de Canadese miniserie Anne of Green Gables, waarvoor hij een Gemini Award won voor zijn rol als Mathew Cuthbert. In 1983 won hij opnieuw een Gemini Award, dit keer voor de rol van postkoetsberover Bill Miner in de Canadese film The Grey Fox. Een andere bekende rol die hij speelde was die van sheriff in de filmversie van Stephen Kings Misery.
Farnsworth werd in zijn leven twee keer genomineerd voor een Oscar, een keer voor een Oscar voor beste mannelijke bijrol in Comes a Horseman in 1979, en een keer voor een Oscar voor beste acteur voor zijn rol in The Straight Story in 1999. Farnsworth was erg voorzichtig met het uitkiezen van films, hij wilde liever niet meer in films spelen met veel geweld en gevloek. Toen hij hoorde dat David Lynch, regisseur van The Straight Story, ook verantwoordelijk was voor de film The Elephant Man, besloot hij zijn medewerking te verlenen aan de film. Hij speelde een oude, zieke man die met zijn zitmaaier op pad gaat om zijn zieke broer te bezoeken.
In oktober 2000 pleegde Farnsworth op 80-jarige leeftijd zelfmoord met een pistool op zijn ranch in Lincoln, New Mexico, omdat hij de fysieke pijn van de terminale botkanker die hij had niet meer aan kon. Hij liet zijn zoon, Diamond Farnsworth, een dochter, Missy en zijn toekomstige vrouw, Jewely Van Valin, achter. Hij is begraven op Hollywood Hills Cemetery in Los Angeles samen met zijn vrouw.